# Rhynchosia gansole
Rhynchosia gansole là một loài thực vật có hoa trong họ Đậu. Loài này được Chiov. miêu tả khoa học đầu tiên.